# Robert J. Woods
Pour les articles homonymes, voir Woods.
Robert J. Woods, né le 21 juin 1904 à Youngstown dans l'Ohio, et mort le 3 novembre 1956, est un ingénieur aéronautique américain. Il est connu surtout pour les avions qu'il a conçus chez Bell Aircraft Corporation avant, pendant et après la Seconde Guerre mondiale.